# ناتالی تران
ناتالی ترن (متولد ۲۴ ژوئیه ۱۹۸۶) که به صورت آنلاین به عنوان Communitychannel شناخته می‌شود، یک یوتیوبر، بازیگر و کمدین استرالیایی است. او بیشتر به خاطر ویدیوهای کمدی اش که در آن مسائل روزمره را مورد بحث قرار می‌دهد، شناخته شده‌است. خارج از یوتیوب، حرفه بازیگری ترن شامل یک نقش مکمل در فیلم کمدی رمانتیک الهه (۲۰۱۳) و همچنین نقش‌هایی در برنامه کمدی طرح فاکستل The Slot (2017-2018)، درام جنایی کمدی FX /Foxtel، سریال آقای میانه‌رو در نقش Jacinta و برنامه کمدی اسکچ شبکه 10 Kinne Tonight (۲۰۱۸–۲۰۲۰)است. او قرار است از سال ۲۰۲۳ میزبان The Great Australian Bake Off باشد
ناتالی ترن در ۲۴ ژوئیه ۱۹۸۶ در حومه اوبرن در سیدنی، نیو ساوت ولز، استرالیا، از پدر و مادری پناهنده که در سال ۱۹۸۱ از ویتنام به استرالیا سفر کردند، به دنیا آمد. مادرش در ویتنام وکالت می‌کرد، در حالی که پدرش سخنرانی ادبی می‌کرد. پس از اسکان در سیدنی، مادر ترن در خدمات پستی استخدام شد، در حالی که پدرش معلم مدرسه دولتی شد. تران در مورد والدینش گفته که آنها «تحمل زیادی کردند تا به من و خواهرم زندگی‌های عالی بدهند.»
ترن در سال ۲۰۰۶ شروع به ارسال پست در کانال یوتیوب خود کرد و در ابتدا به سایر ویدیوهایی که در سایت دیده بود پاسخ می‌داد. سپس محتوای او شامل صحنه‌های کمدی و بلاگ‌های مشاهده‌ای بود و در آن همه شخصیت‌ها را بازی می‌کرد و در سرتاسر ویدیو مونولوگ می‌گفت.